# Henri Salvador
Henri Gabriel Salvador (Caienna, 18 luglio 1917 – Parigi, 13 febbraio 2008) è stato un cantante, chitarrista e comico francese.
Attivo sulle scene dagli anni 1930, Salvador è stato un personaggio chiave nella musica francese e mondiale: le sue canzoni più popolari (Syracuse, Une chanson douce, etc.) sono state cantate da generazioni di giovani francesi; Salvador fu il primo cantante di rock and roll in Francia (1956);
Salvador è stato anche l'ispiratore della bossa nova brasiliana (1957).

## Biografia
Sbarca assieme alla famiglia nel porto di Le Havre il 16 agosto 1929. Il padre, Clovis, e la madre, Antonine Paterne, figlia di un indiano nativo dei Caraibi, sono entrambi nativi della Guadalupa, il padre di Morne-à-l'Eau e la madre di Port-Louis. Ha una sorella, Alice, ed un fratello, André, con il quale duetta all'inizio della carriera, e che da solista otterrà al debutto il Grand prix du Disque 1947 con Hey-ba-ba-re-bop assieme all'orchestra di André Ekyan.
Dal dicembre 1941 al dicembre 1945 fa parte dell'orchestra di Ray Ventura partecipando ad una tournée in America del Sud attraverso Brasile, Argentina, Colombia, e Uruguay. Oltre al talento come cantante e chitarrista, il giovane Henri dimostra talento anche come comico, in particolare con una imitazione di Braccio di Ferro.
In seguito, divenuto cantante, alterna nei suoi album tanto canzoni fantasiose quanto canzoni romantiche, nonostante la maggior parte del pubblico dimostrasse di gradire soprattutto le prime, nel cui genere regnava incontrastato, anche perché nel campo delle canzoni romantiche la concorrenza era vasta.
Con lo pseudonimo di Henry Cording, canta, nel 1956, dei pezzi di rock and roll in francese scritti da Boris Vian e composti da Michel Legrand. Parallelamente, da chitarrista, incide un 45 giri jazz intitolato Salvador plays the blues. Nel 1959 partecipa al film di Alessandro Blasetti Europa di notte con Rose, una canzone a tempo di valzer del 1956 di cui lui stesso aveva composto la musica e Alberto Testa aveva scritto il testo, quello francese è di Bernard Michel.
È stato inoltre paroliere di numerosi artisti, in particoloare Régine e Sheila, due cantanti francesi popolari in patria. Ha inoltre portato al successo altri artisti francesi quali Keren Ann e Art Mengo.
In Italia Salvador è stato conosciuto soprattutto per le sue doti di cabarettista, oltre che per numerose ma estemporanee apparizioni nei varietà degli anni '60; ha partecipato ad esempio nel 1961 a Giardino d'inverno di Antonello Falqui.
Ancora in attività ha pubblicato nel 2006 un album intitolato Reverence.
È morto in una delle sue case parigine per un aneurisma cerebrale. È stato sepolto nel cimitero parigino di Père-Lachaise accanto alla tomba di Édith Piaf.

## Attività come doppiatore
Henri Salvador ha prestato nel 1990 la sua voce al granchio Sebastian della versione francese del film d'animazione La sirenetta, della Walt Disney Pictures. Nel 2006, in occasione dell'uscita in dvd del film, partecipa anche al doppiaggio del seguito La sirenetta II - Ritorno agli abissi, che era originariamente doppiato da un attore nella versione originale del 2000.

## Riconoscimenti
- L'8 novembre 2005 Henri Salvador è decorato a Brasilia con l'Ordem do Mérito Cultural (onore al merito culturale) brasiliano, ricevuto dalle mani del cantante e locale Ministro della Cultura Gilberto Gil alla presenza del presidente Luiz Inácio Lula da Silva per il suo contributo alla diffusione oltre frontiera della cultura di quel paese, ed in particolare per la bossa nova che egli ha ispirato.
- Henri Salvador è anche comandante della Legione d'onore e dell'Ordine nazionale del merito.

## Discografia

### Album
- 1954 - Chante ses derniers succès
- 1956 - Alias Henri CORDING and his original rock and roll boys
- 1957 - Sous les tropiques Chansons douces... et typiques
- 1958 - Dans mon île
- 1958 - Salvador s'amuse
- 1959 - Album éponyme - "Chante per Henri Salvador"
- 1962 - Salvador succès
- 1963 - Album éponyme - "Monsieur Boum Boum"
- 1964 - Album éponyme
- 1964 - Zorro est arrivé
- 1965 - Album éponyme
- 1968 - Album éponyme
- 1969 - Album éponyme
- 1971 - L'explosion
- Dal 1971 al 1976 Henri Salvador si consacrò ai bambini e ai personaggi di Walt Disney: seguirono 5 album per Le monde rose et bleu d'Henri Salvador, una compilation contenente tre titoli inediti
- 1971 - Chante les Aristochats et le monde merveilleux de Walt Disney
- 1972 - Le petit poucet
- 1973 - Blanches neige et les sept nains
- 1974 - Robin des bois
- 1975 - Pinocchio
- 1977 - Salvador 77
- 1978 - Album éponyme
- 1979 - Salvador / Boris Vian
- 1980 - Salvador en fête
- 1985 - Henri
- 1989 - Des goûts et des couleurs
- 1994 - B.O. Les Bestioles
- 1994 - Monsieur Henri
- 2000 - Chambre avec vue
- 2003 - Ma chère et tendre
- 2006 - Révérences

## Filmografia

### Cinema
- Europa di notte, regia di Alessandro Blasetti (1959)